# Cardiff Challenger 2007
Il Cardiff Challenger 2007 è stato un torneo di tennis facente parte della categoria ATP Challenger Series nell'ambito dell'ATP Challenger Series 2007. Il torneo si è giocato a Cardiff in Gran Bretagna dal 16 al 22 aprile 2007 su campi in cemento indoor e aveva un montepremi di $25 000.

## Vincitori

### Singolare
Frédéric Niemeyer ha battuto in finale  Alex Bogdanović con il punteggio di 6–4, 7–5

### Doppio
Pavel Šnobel /  Jan Vacek hanno battuto in finale  Paul Baccanello /  Wesley Moodie per walkover